# Bosque de San Carlos (Bogotá)

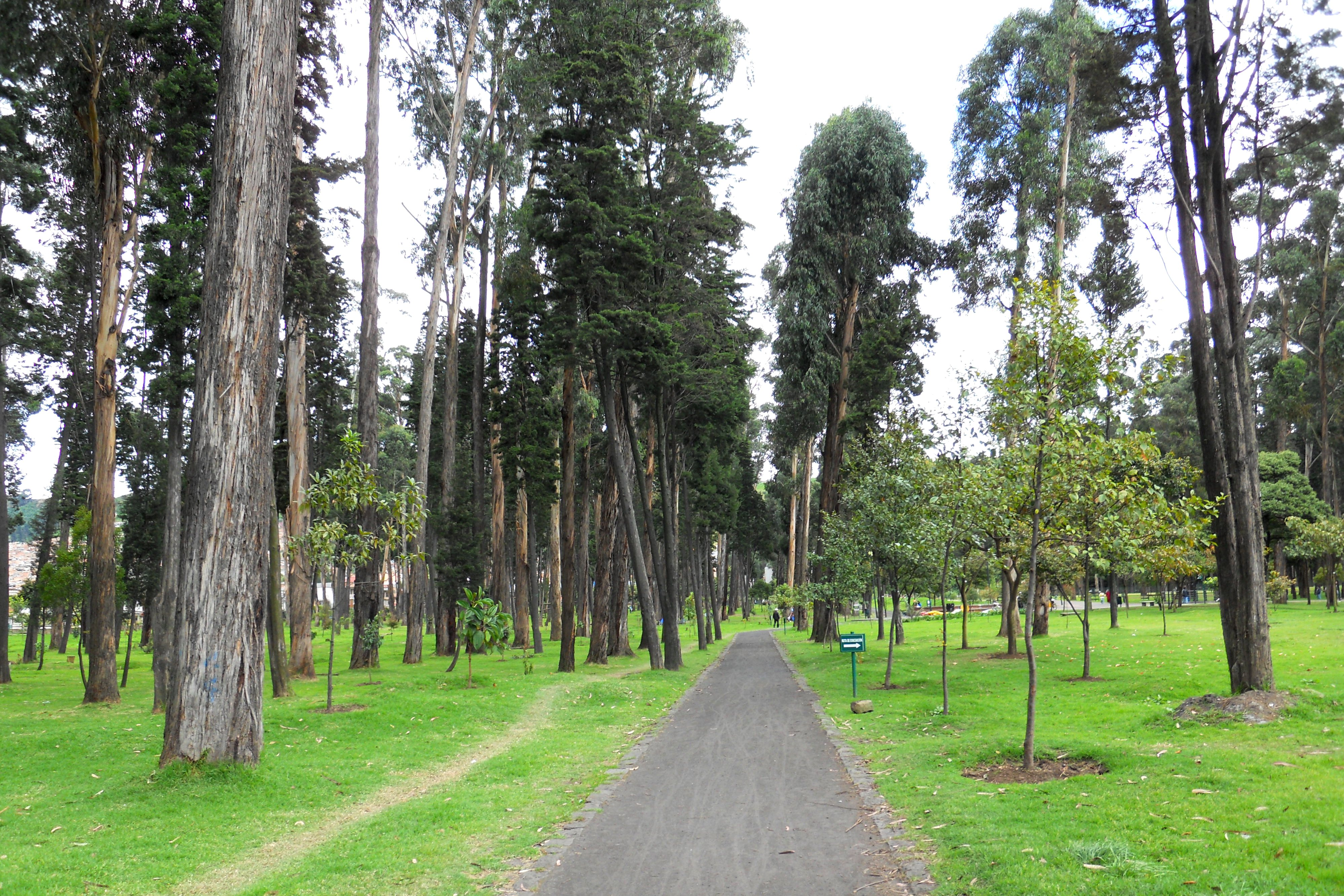
Bosque de San Carlos, que da nombre al vecindario.

El Bosque de San Carlos es uno de los barrios de la Ciudad de Bogotá, ubicado en el suroriente y perteneciente a la localidad Rafael Uribe Uribe.

## Límites
- Norte: Carrera 12 Bis y Calle 27a Sur (Barrio Country Sur), Carrera 12b y Calle 28 Sur (Barrio Gustavo Restrepo).
- Sur: Diagonal 32 Bis A Sur (Barrio La Resurrección), Calle 33 Sur y Carrera 10 (Barrio Las Lomas), Calle 36 Sur y Carrera 12 Bis (Barrio Pijaos), Carrera 12F y Calle 31F Sur (Barrio Gustavo Restrepo) y Carrera 14d (Barrio Las Colinas).
- Occidente: Calle 28 Sur, Transversal 13b y Calle 31a Sur (Barrio Gustavo Restrepo).
- Oriente: Carrera 12 Bis (Barrio Country Sur).
- Centro: Calle 31 Sur y Calle 34 Sur (Barrios Country Sur y Pijaos).

## Geografía
Territorio Urbano con un Perímetro que comprende Conjuntos Residenciales de Casas y Apartamentos, Salón Comunal, Hospital y Parques.

## Historia
El nombre de Bosque de San Carlos fue originado por el nombre del Hospital San Carlos y en honor a Carlota la madre de Gustavo Restrepo.
El hospital fue construido gracias a la donación realizada por el Doctor Gustavo Restrepo Mejía, quien fue denominado por la prensa como el primer millonario de Colombia; falleció en 1940 y en su testamento legó su fortuna y bienes a la creación de una fundación que le diera la atención a la comunidad vulnerable del país..

## Lugares de Interés
- Parque Metropolitano Bosque de San Carlos
- Hospital San Carlos
- Colegio Carmen Teresiano (Carrera 12 Bis con Calle 31 Sur y Calle 34 Sur)
- Club Comunal Bosque de San Carlos
- Conjunto Residencial Bosque de San Carlos SLR-3
- Conjunto Residencial Bosque de San Carlos SLR-4
- Conjunto Residencial Bosque de San Carlos SLR-5
- Conjunto Residencial Quintas de San Carlos
- Conjunto Residencial Altos del Bosque
- Conjunto Residencial Arboledas de San Carlos
- Urbanización Bosque de San Carlos Primera Etapa
- Carnicería Carnes El Novillón del Bosque
- Miscelánea y Papelería Maritza
- La Crepe DC
- Autoservicio El Bosque
- Burguer Pizza
- Restaurante Serviraves 22
- Panadería y Cafetería El Bosque
- Lavaseco Acuarius
- La Tienda de Lucho
- Zona Verde El Triángulo

## Actividades Socioeconómicas
El barrio es de Uso Comercial y Residencial donde se encuentran Colegios, Droguerías, Fruterías, Lavanderías, Misceláneas, Papelerías, Panaderías, Peluquerías, Restaurantes, Supermercados y Tiendas.

## Acceso y Vías
- Calle 27a Sur
- Calle 31 Sur
- Calle 31a Sur
- Calle 31f Sur
- Calle 34 Sur
- Calle 35 Sur
- Calle 36 Sur
- Calle 36b Sur
- Carrera 10
- Carrera 12d

## Transporte Urbano

### Servicios troncales de Transmilenio
- : Estación Country Sur

### Servicios de Colectivo Urbano
- Coonal CTC - Ruta C74 (Bosque de San Carlos - Bolivia)
- Transportes Panamericanos - Ruta C50 (El Refugio - Bosque de San Carlos)
- SITP - Ruta L205 (Bosque de San Carlos - Bolivia)